# Liste der Mitglieder der Deutschen Akademie der Naturforscher Leopoldina/1738
Die Liste der Mitglieder der Deutschen Akademie der Naturforscher Leopoldina für 1738 enthält alle Personen, die im Jahr 1738 zum Mitglied ernannt wurden. Insgesamt gab es sieben neu gewählte Mitglieder.

## Mitglieder
| Nr. | Name                      | Beiname                   | Geboren       | Aufnahme | Gestorben     | Bild                       | Datenbank |
| --- | ------------------------- | ------------------------- | ------------- | -------- | ------------- | -------------------------- | --------- |
| 478 | Johann Heinrich Grätzel   | Gallinicus Heliopolitanus | 17. Juni 1691 | 24. Jan. | 25. März 1770 |                            | 1803      |
| 479 | Georg Friedrich Mohr      | Archimedes III.           | 2. Okt. 1692  | 20. Feb. | 1774          |                            | 5696      |
| 480 | Johann Christoph Kühnst   | Zosimus II.               | 7. Aug. 1702  | 3. Mrz.  | 2. Mai 1762   |                            | 4795      |
| 481 | Samuel von Drauth         | Chrysippus II.            | 1706          | 30. Mrz. | 16. Sep. 1739 |                            | 2557      |
| 482 | Georg Heinrich Behr       | Glaucias II.              | 16. Okt. 1708 | 2. Apr.  | 9. Mai 1761   |                            | 1683      |
| 483 | Rüdiger Friedrich Ovelgün | Diophantus II.            | 15. Feb. 1696 | 6. Nov.  | 1772          |                            | 5916      |
| 484 | Johann Theodor Eller      | Euphorbus I.              | 29. Nov. 1689 | 11. Dez. | 13. Sep. 1760 | Johann Theodor Eller, 1754 | 2620      |

## Hinweis zu den Lebensdaten
In der Liste sind zunächst die Lebensdaten gemäß Archiv der Leopoldina aufgenommen. Die Lebensdaten im Namensartikel können daher von den Lebensdaten in der Liste abweichen.